# Amsterdam Sloterdijk
Amsterdam Sloterdijk är en av Amsterdams större järnvägsstationer som trafikeras av fjärrtåg, regionaltåg samt även av metron. Stationen invigdes 1983 och ligger väster om Amsterdam Centraal. Här trafikerar flera tåglinger i olika plan, bl.a. pendeltåg till Haarlem. Vidare finns det spårvagn, tunnelbana och bussar som anknyter.

## Bilder

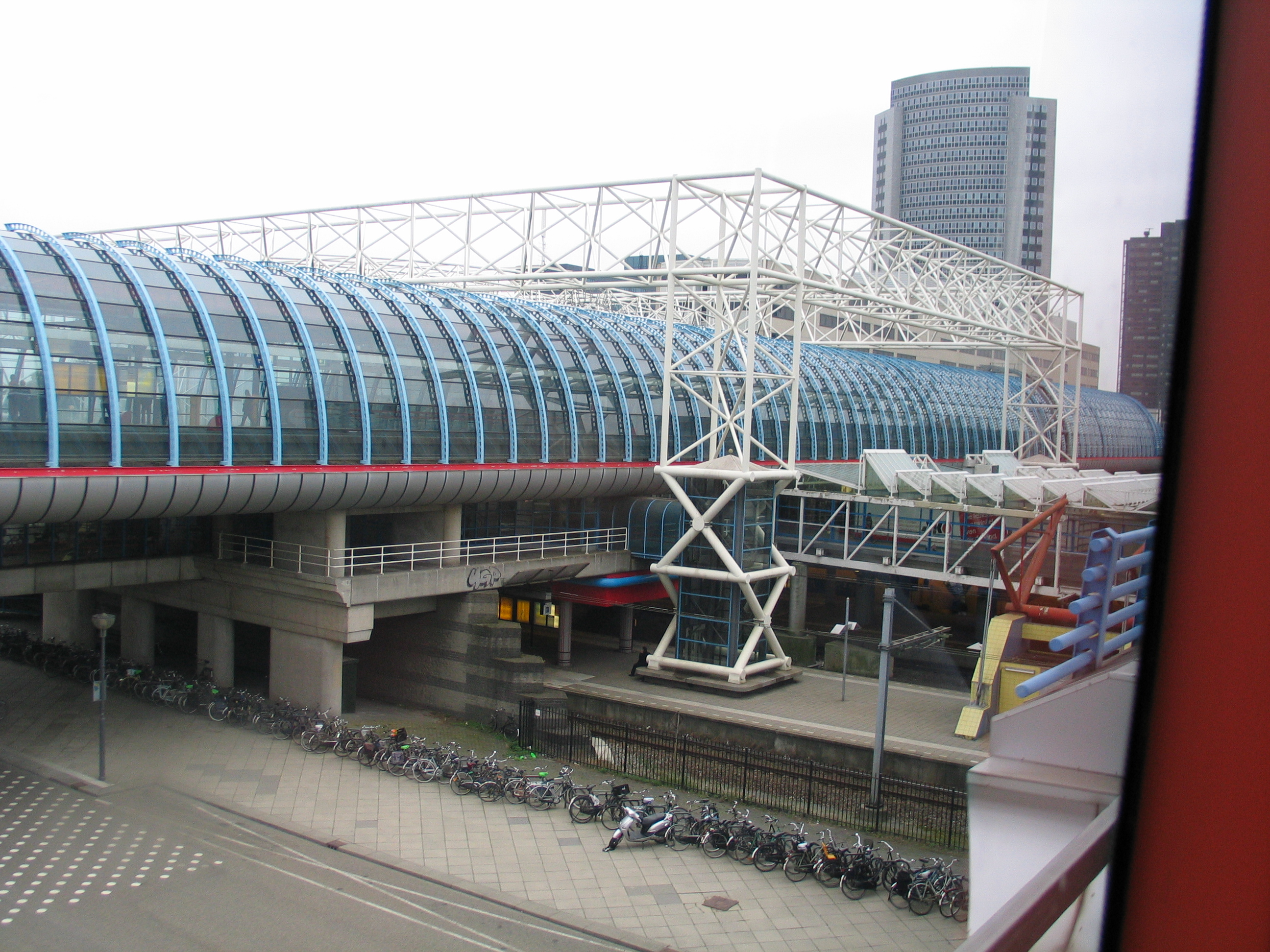
Utsidan av stationen
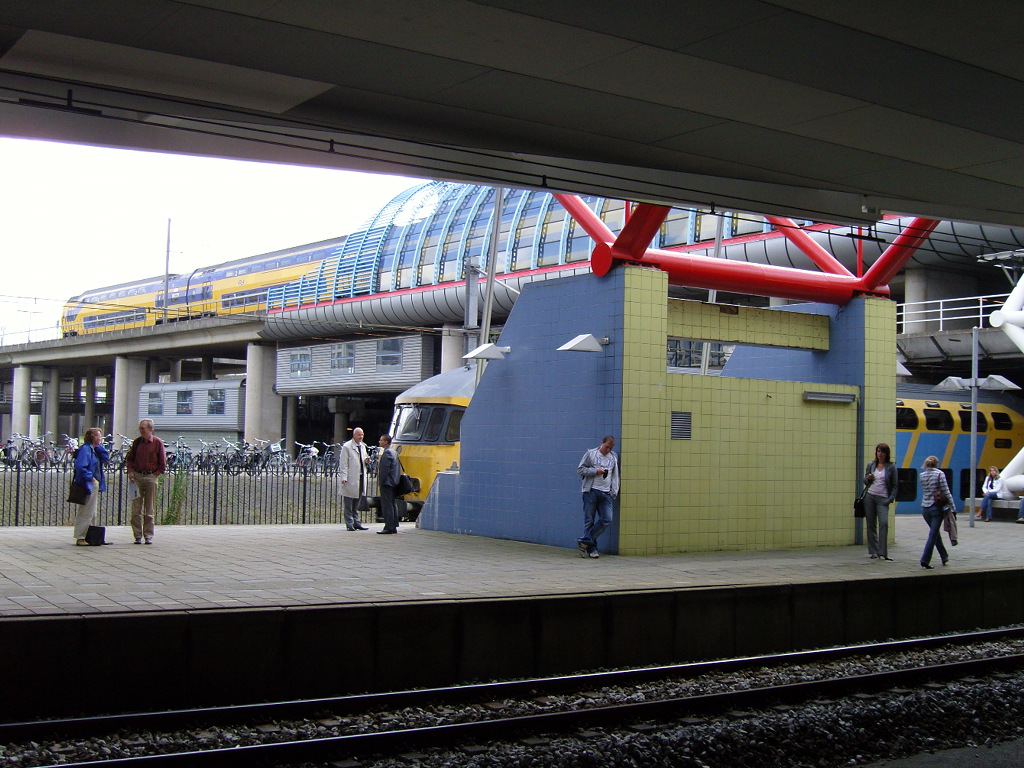
Ett DD-AR-tåg på stationen
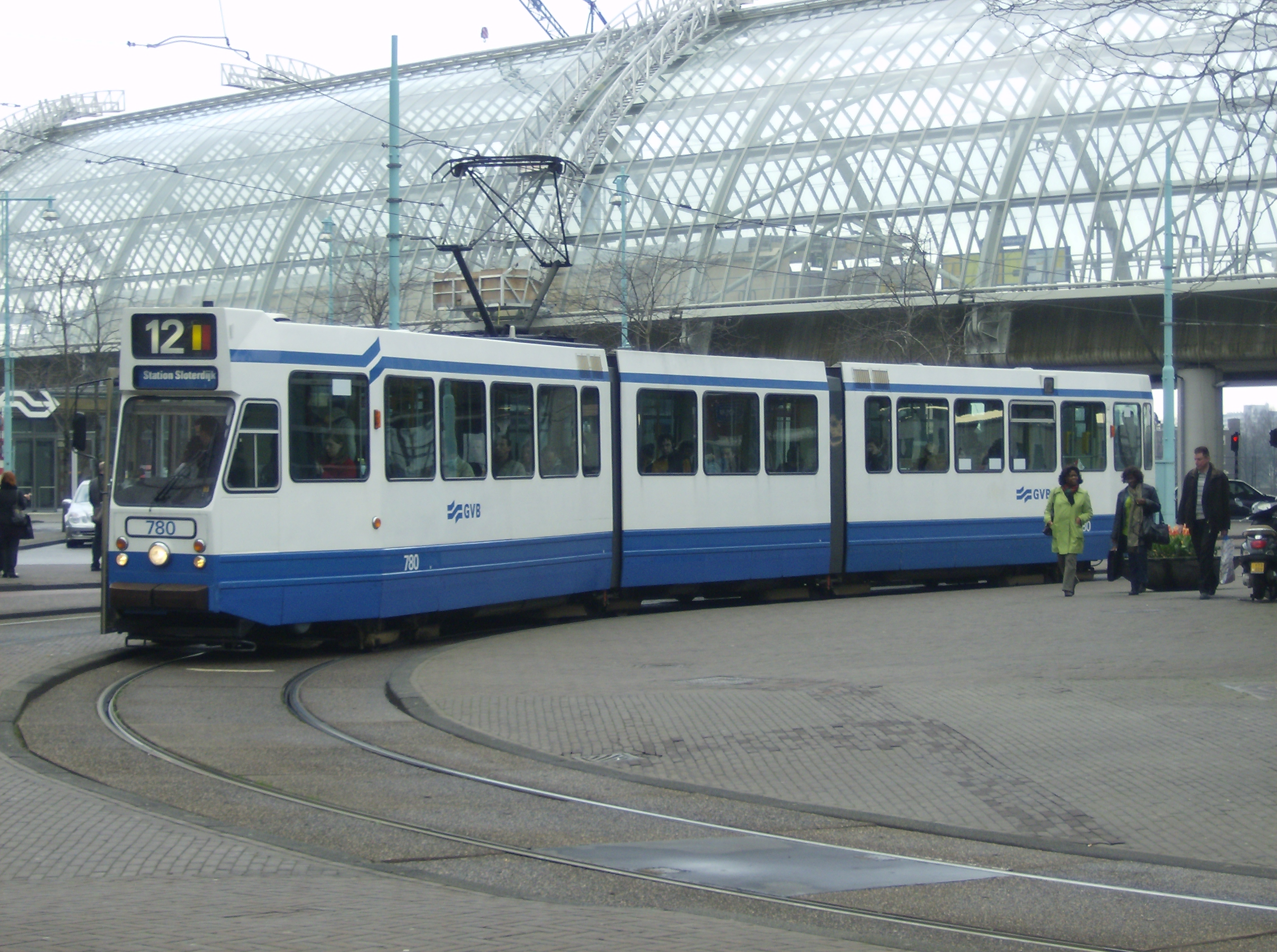
Spårvagnshållplatsen
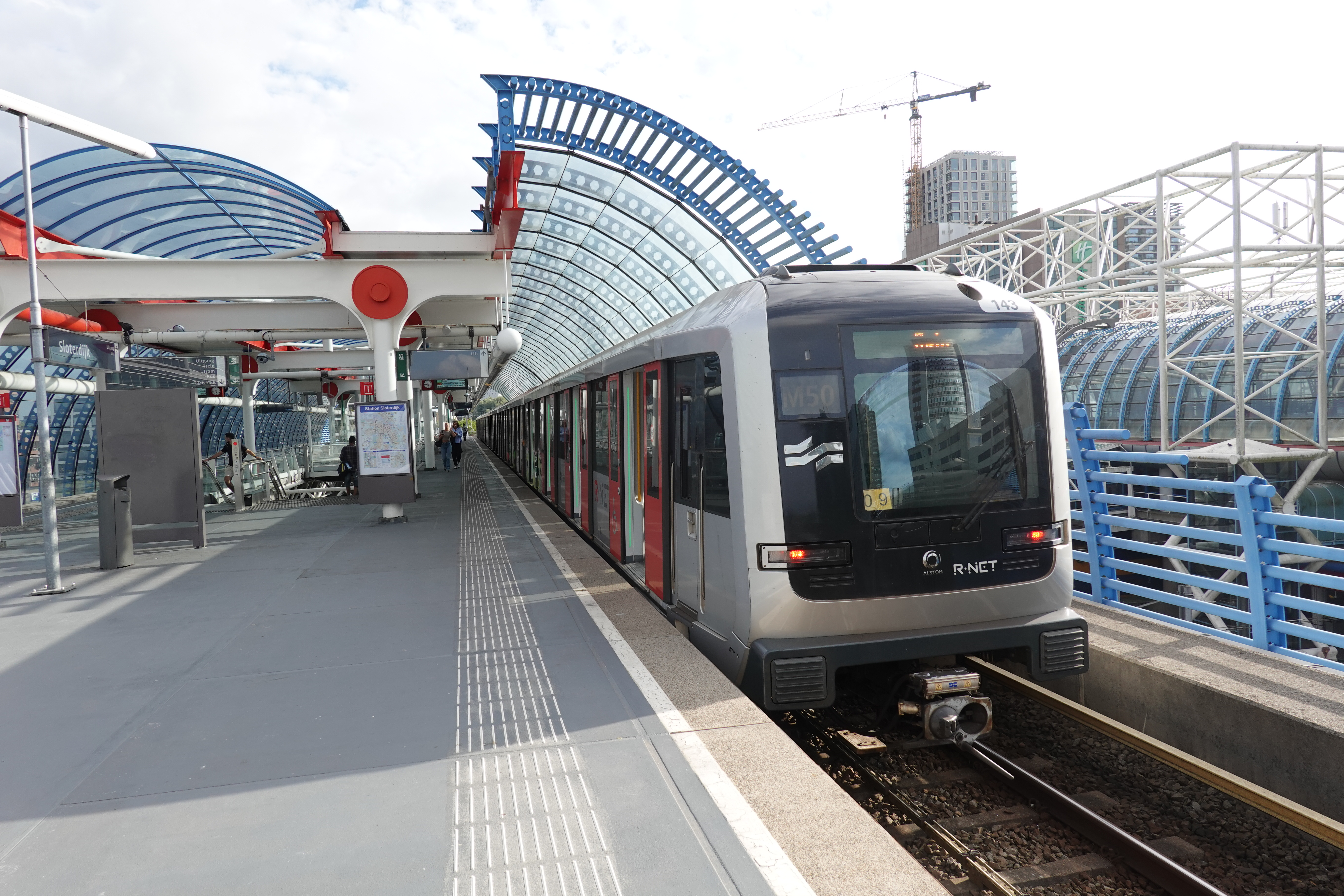
Tunnelbanestationen ovan jord